# Титр бактерій
Титр бактерій — максимальне розведення водної суспензії бактерій, при посіві якої спостерігається зростання останніх.

## Встановлення титру бактерій
Щоб встановити титр бактерій, певну кількість досліджуваного матеріалу (ґрунт, вода, харчові продукти) вносять у пробірку зі стерильною водою і ретельно розмішують. Потім 1 мл з першої пробірки розводять в 10 разів в наступній пробірці. Повторюючи цю операцію багаторазово, отримують подальші розведення. Висіваючи проби з різних розведенням на елективних або диференційно-діагностичні поживні середовища, призначені для зростання певної фізіологічної групи бактерій, можна отримати дані про кількість у досліджуваному матеріалі гнильних, нітрифікуючих, денітрофуючих, целюлозних, анаеробних та інших бактерій. 

## Колі-індекс
При санітарно-гігієнічній оцінці води і харчових продуктів велике значення має титр кишкової палички — так званий колі-індекс. Колі-індекс, кількісний показник фекального забруднення води або харчових продуктів. Визначається числом мікробів - нормальних мешканців кишечника людини (головним чином кишкової палички - Escherichia coli) в 1 л або 1 кг субстрату. Колі-індекс - важливий критерій санітарно-гігієнічного контролю.